# Benthochromis tricoti
Espèce
Synonymes
- Haplotaxodon tricoti Poll, 1948[2]

Statut de conservation UICN

 LC (needs updating) : Préoccupation mineure
Benthochromis tricoti est une espèce de poissons de la famille des Cichlidae endémique du lac Tanganyika en Afrique.